# Bab Taza
Bab Taza  (in arabo باب تازة‎?) è un centro abitato e comune rurale del Marocco situato nella provincia di Chefchaouen, regione di Tangeri-Tetouan-Al Hoceima. Conta una popolazione di 28 713 abitanti (censimento 2014).